# Тегісе
Тегісе (ісп. Teguise) — муніципалітет в Іспанії, у складі автономної спільноти Канарські острови, у провінції Лас-Пальмас, на острові Лансароте. Населення — 20 105 осіб (2010).
Муніципалітет розташований на відстані близько 1550 км на південний захід від Мадрида, 210 км на північний схід від міста Лас-Пальмас-де-Гран-Канарія.
На території муніципалітету розташовані такі населені пункти: (дані про населення за 2010 рік)
- Лас-Кабрерас: 118 осіб
- Калета-де-Фамара: 911 осіб
- Лас-Калетас: 136 осіб
- Коста-Тегісе: 7151 особа
- Гуатіса: 846 осіб
- Лас-Ладерас: 61 особа
- Ель-Мохон: 118 осіб
- Мосага: 380 осіб
- Муньїке: 387 осіб
- Насарет: 990 осіб
- Соо: 624 особи
- Таїче: 3941 особа
- Тао: 555 осіб
- Вілья-де-Тегісе: 1695 осіб
- Тесегіте: 266 осіб
- Тіагуа: 309 осіб
- Лос-Вальєс: 413 осіб
- Лос-Анконес: 52 особи
- Калета-де-Кабальйо: 123 особи
- Лос-Кокотерос: 267 осіб
- Чарко-дель-Пало: 28 осіб
- Ла-Грасіоса: 660 осіб
- Томарен: 74 особи

## Демографія
Динаміка населення (INE ):

## Галерея зображень

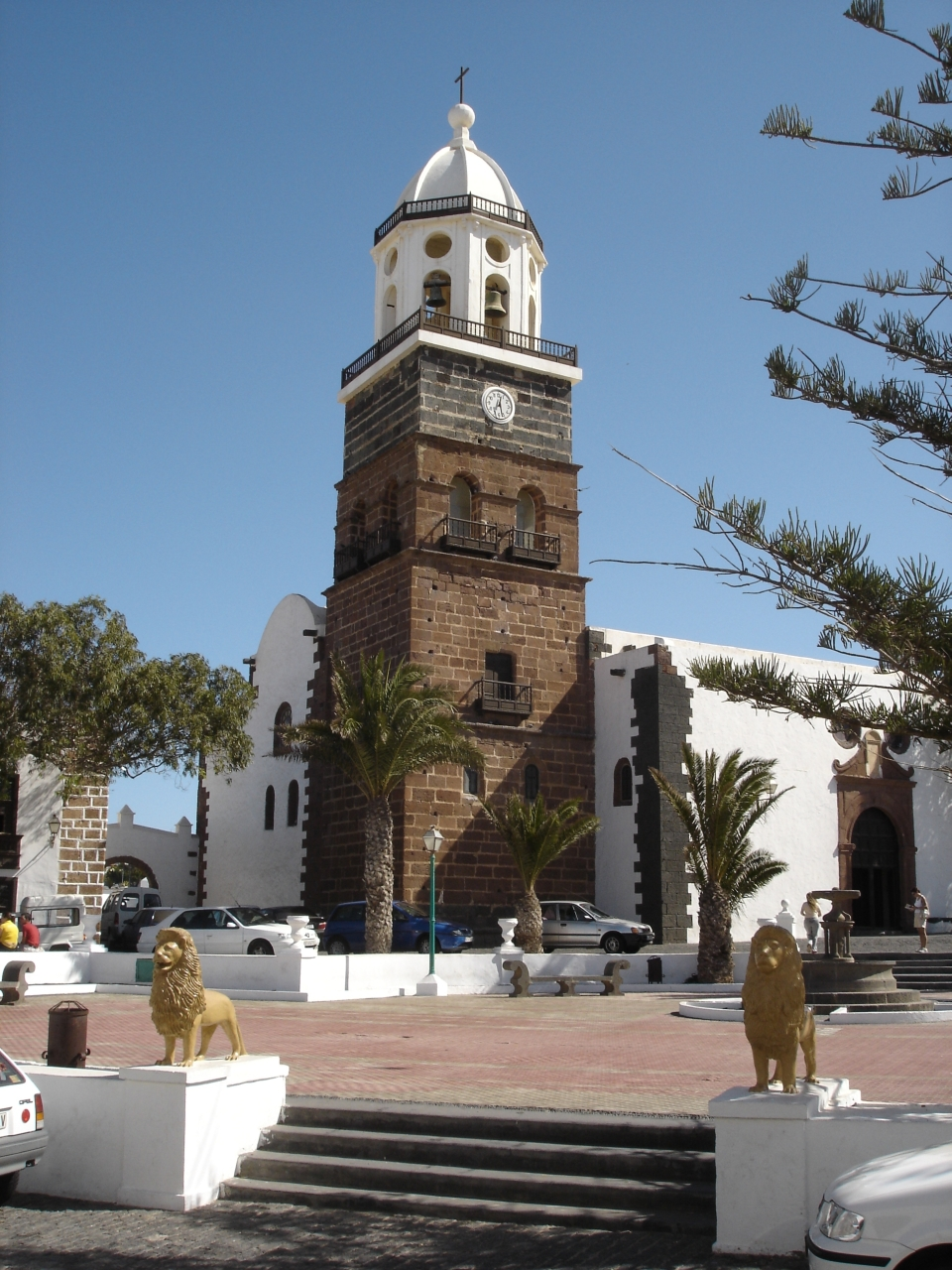
Церква Нуестра-Сеньйора-де-Гуадалупе в Тегісе